# Parter

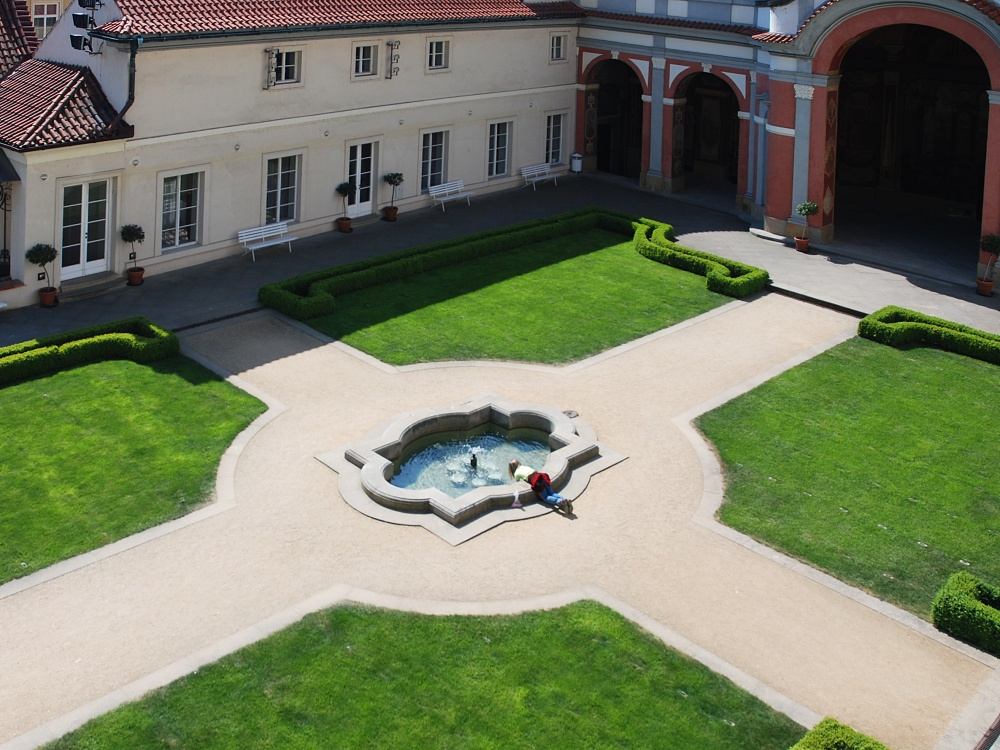
A prágai Ledeburg-kert partere; jobboldalt a sala terrena

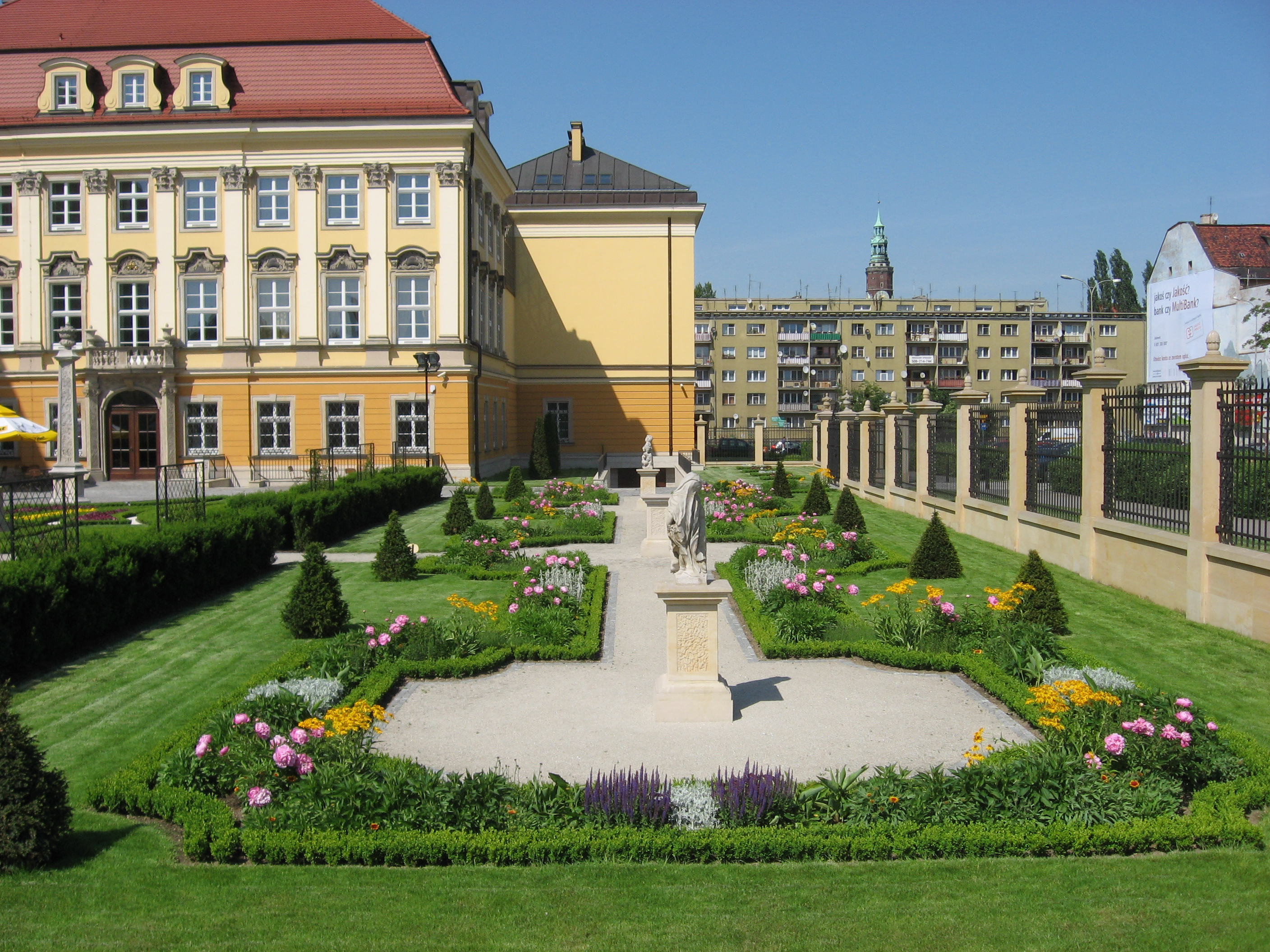
Wrocław, a Wrocławi városi múzeum (Muzeum Miejskie Wrocławia) egytengelyű barokk partere

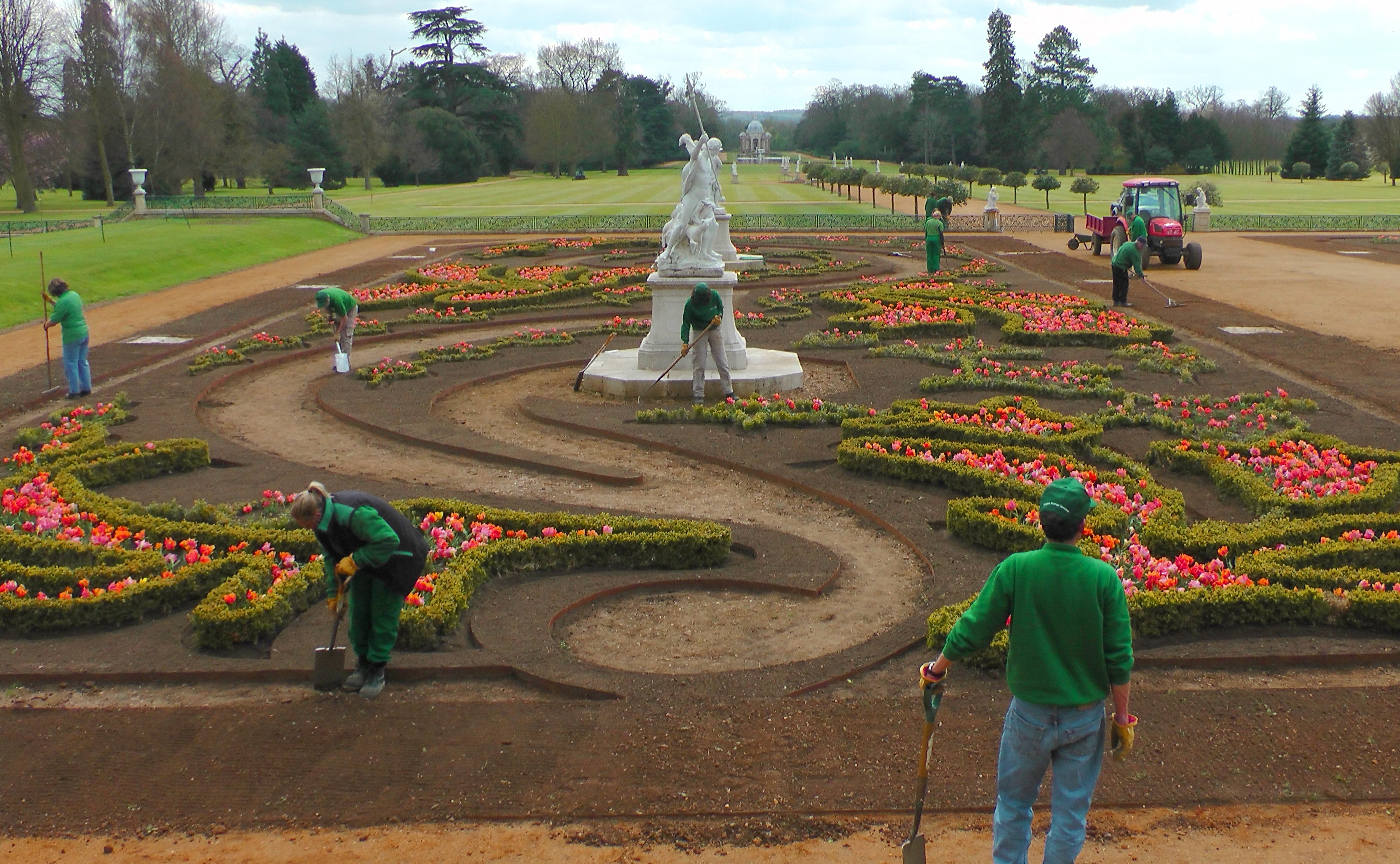
Hímzéses parter kialakítása a Wrest Parkban

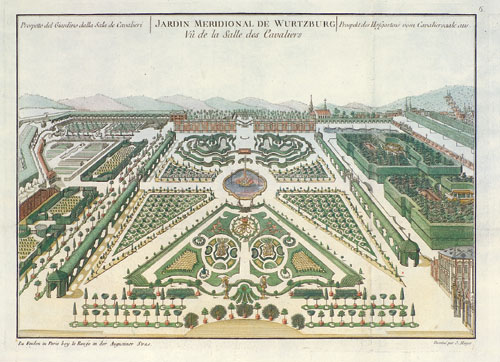
Parter francia stílusban a würzburgi Hofgartenben

A parter valamely épülethez szorosan kapcsolódó, annak térszerkezetét folytató, illetve síkban kiterjesztő kert, illetve kertrészlet.

## Leírása
A sík felületet egymásra merőleges tengelyekkel, sétautakkal, elválasztó sávokkal virágtáblákra osztják fel, a négyzetes ágyásokat sövények keretezik. Az építészeti alakítás jegyében minden szabályos mértani formát kap, amihez erre alkalmas, tehát jól nyírható, alakítható, zárt tömeget adó növényféleségek kellenek:
- buxusok,
- gyertyánfélék,
- tiszafák

stb.
A kert és az épület közös tengelyrendszere, az építészeti formák átvétele és az épülettel formailag rokon kertszobrászati elemek:
- támfalak,
- lépcsők,
- medencék,
- szobrok

stb. gazdag alkalmazása a kert és az épület szoros térkompozíciós egységét hozza létre.
A táblák elrendezése nem hierarchikus, az egyes elemek súlya azonos. A formailag zárt, önálló és felcserélhető vagy évről évre máshogyan kialakított partermezők belső díszítése változatos, egyedi. A partermezőket előszeretettel keretezik alacsony, nyírott sövényekkel, és a nyírott sövényekből alaprajzmintázatot vagy bonyolult labirintusokat is formálnak. A kertben lugasok és pergolák, vízmedencék és szökőkutak, hűs barlangok (grotta), szabályos ritmusban telepített gyümölcsfák és virágos díszfák, növénytartó edények kapnak helyet.

## Kialakulása
Előképének a középkori kolostorok kerengővel kerített belső udvarában kialakított és két merőleges utacskával négy részre osztott kolostorkerteket szokás tekinteni. A merőleges osztás ebben az időben még a keresztet szimbolizálta. Ezt a formát vették át a kora reneszánsz észak-itáliai villáinak kertépítészei. A tiszta és rendezett formákat kedvelő reneszánszban végig népszerű maradt, és a kora barokkban is gyakori. A 16. századi reneszánsz kertek szép példája a Villa Medici kertje Rómában. A Mediciek számos villát építettek a hozzájuk tartozó kerttel: az elsőt Careggiben, majd éban és Rómában.
A parter kiképzése időben sokat változott. A kora reneszánsz egyszerű, geometrikus mintázatát, egyre bonyolultabb és részletgazdagabb rajzolatok követték. Az egyszerű geometrikus formákat szabályos kiültetéssel, egyféle növény telepítésével is meg lehetett jeleníteni, sőt az egyöntetű növényzet markánsabbá tette a formát. Az egyre bonyolultabb mintázatok kialakításához azonban már változatosabb, színes virágfelületekre és nyírott sövényekre volt szükség — sőt, az erősebb kontraszthatás érdekében ezek közé színes kavicsokkal borított sávokat, felületeket is iktattak. Az egységes, összefüggő formarendszer érdekében azonban az egyes partermezők rajzolatának mindig arányban kellett állnia a partert keretező sövények magasságával, a fasorokkal és a sétautak szélességével. A késő időszakban már összevontak egyes partermezőket, és csak tagoló elemek a széles tengely(ek) sétaútja(i) maradt(ak), hogy még szorosabbá tegyék az épület és a kert képi egységét. Az így létrejött nagyobb mezőket szívesen díszítették a kor hímzett ruhadíszeihez hasonlóan bonyolult kacskaringós arabeszkekkel. Ez a virágdíszes parterforma a hímzéses parter.